# Sztálinista építészet
A sztálinista építészet (más néven sztálinista birodalmi stílus vagy szocialista klasszicizmus, a köznyelvben néha sztálinbarokk) az 1933 és 1955 között, Sztálin kormányzása idején létezett szovjet építészeti stílus, amely leginkább a Szovjetunióban, azon belül is a fővárosban, Moszkvában volt jellemző, de ilyen stílusban épült épületek megtalálhatóak még az akkor szovjet befolyás alatt álló kelet-európai államokban, így például Lengyelországban, Romániában, Kelet-Németországban, Bulgáriában, Albániában, és Magyarországon is.

## Története
A sztálinista építészetet a szocialista realizmusra (röviden a szocreál stílusra) alapozták, ehhez sok esetben más építészeti stílusokat is vegyítettek, amelyek abban a korban divatosnak számítottak, mint pl. az art déco, a neogótika vagy a konstruktivizmus. A felhasznált anyagok terén egyértelműen a beton dominált (illetve magas épületek esetében szükséges volt acélváz beépítése is), de gyakran használtak még követ, márványt, üveget, fát, és a tűzálló terrakotta alkalmazása is elterjedt, habár ezt főleg Moszkva határain belül alkalmazták. Jellemző volt az ilyen módon készült épületekre a ridegség és a letisztultság, kívülről nagyon minimális díszítést tartalmaztak, továbbá nagy hangsúlyt fektettek a szimmetriára is. 
A sztálinista stílus talán legkiemelkedőbb példái közé tartoznak a moszkvai Hét nővér néven ismert monumentális épületek, amelyek hét darab, Moszkva belső kerületeiben elszórt felhőkarcolót takarnak, magasságuk 136 és 240 méter között változik. Található közöttük állami egyetemi főépület, lakóház, minisztérium és luxusszállodák is. Jellegzetes "terméke" még ennek az időszaknak továbbá a Moszkvai metró. A metróépítésre egyszerű fejlesztési munkálatként tekintettek annak kezdeti éveiben (1931–1935), a második fázisban azonban már sokkal nagyobb teret kapott a kommunista propaganda, az állam is több támogatást nyújtott, az idősebb építészek pedig elkerülték az ilyen jellegű megbízatásokat. A metróállomásokat gyakran márvánnyal kövezték ki, aranyozott díszítésekkel tették színesebbé, látványos csillárokkal aggatták tele, és gyakran kaptak helyet hétköznapi embereket (munkásokat, katonákat, parasztokat) ábrázoló szobrok, valamint festmények is. 1932 és 1937 között épült ki a moszkvai csatornahálózat is.
A stílus története 1931-ben kezdődött, amikor pályázatot írtak ki a Szovjetek palotájának megépítésére, amely egy monumentális, 400 métert is meghaladó felhőkarcoló lett volna a lerombolt Megváltó Krisztus-székesegyház területén, és amely amellett, hogy kormányzati és kongresszusi központként funkcionált volna, egyben a kommunizmus atyjának, Leninnek az emléke előtt is adóztak volna vele. Habár a munkálatokat elkezdték, ez az épület végül nem készült el (mint ahogy a Zarjagyjei kormányzati épület sem), de terveiből később többet is hasznosítottak más sztálinista épületek kivitelezésénél. A stílus igazán a második világháborút követően, az 1950-es évek elején teljesedett ki, a jellegzetes épületek döntő többsége ez idő tájt épült meg. Habár már akkoriban is évek óta keresték a lehetséges költségcsökkentési módokat, Sztálin kultusza életben tartotta a stílust. Az ő 1953-ban bekövetkezett halála azonban visszavetette az építkezési kedvet. Hruscsov még 1953-ban átvette a Szovjetunió vezetését a Sztálin halála után ideiglenesen minisztertanácsi elnöknek kinevezett Georgij Malenkovtól, 1955 novemberében pedig bejelentette a fölösleges kiadások beszüntetését. A stílus innentől haldokolni kezdett, számos építkezés megszakadt vagy már el sem kezdődött, míg másokat "költségcsökkentett" módon fejeztek be. Az Ukrajna Szálló még elkészült 1957-ben, de Moszkvában már további nagyszabású építkezésekre nem került sor, 1961-ben, a kijevi Hotel Ukrajina befejezésével pedig végleg lezárult ez a korszak.
A stílus és a korszak legnagyobb építészei közé tartozott többek között Lev Rudnyev, aki az Állami Egyetem főépületét és a varsói Kultúra és Tudomány Palotáját tervezte; Borisz Iofan, aki szintén pályázott az egyetem megépítésére (de alulmaradt Rudnyevvel szemben omlásveszélyes tervei miatt), illetve aki az egész stílus elindítójának tekinthető, hiszen ő nyerte meg a Szovjetek palotájának tervezésére meghirdetett pályázatot; valamint Alekszej Duskin, aki több metróállomást illetve a Vörös kapuk téri magasépületet is tervezte.

#### Sztálinka
A Sztálin vezetése alatti időszakban épített lakóépületeket az orosz köznyelvben "sztálinkáknak" nevezik. A szovjet nagyvárosok belvárosaiban, központi kerületekben kerültek megépítésre az épületek, sokszor a fő közlekedési útvonalak mentén. Moszkva belvárosának a mai napig jelentős részét ezen épületek teszik ki, de Oroszország, Fehéroroszország, Ukrajna és más korábbi szovjet tagállamok nagyvárosaiban is emeltek ilyen épületeket.  Az épületek jellemzői, hogy magas mennyezetűek (3-4 méter), vastag falúak, nagy területűek (a lakások 29-től egészen 110 négyzetméteresek, a konyhák is 7-14 négyzetméter nagyságúak). Az építőanyaguk tégla (háború előttiek vörösből, a háború utáni fehérből épültek). Az ablakok méretei igazodtak a belmagassághoz, így 2 méter magasak, a szobák nem átjárhatóak, külön nyílnak. A lakásokban külön fürdőszobákat építettek. 
A sztálinka épületeknek a következő főbb típusait építették:
- 1-255: 2-3 emeletes épületek. 1-3 szobás, 29-75 négyzetméteres lakásokkal
- 1-433: 4 szintes épületek, egyszobás területe 36 négyzetméter, kétszobás  56-72 m2, háromszobás  75-83. négyzetméter
- 1-411: 4-5 emeletes épületek, a lakások mérete 42-82 négyzetméter
- SM-1, 3, 6 sorozatú épületek 10 emeletesek

A második világháborút követően is folytatódtak a lakóépületek építései, a háborúban megsemmisült nagyvárosok belvárosainak stílusjegyeiben megtalálhatóak ezek az újjáépítési időszakból. A sztálinkák építése Sztálin halálát követően még néhány évig tartott, egészen az 1960-as évek elejéig, ezt követően felváltotta ezen épületeket a hruscsovka névvel jelzett lakóépületek építési időszaka. 
Jelenleg a felújított épületek Moszkva belső kerületeiben igen keresettek, de a magas áruk miatt sokak számára nem megfizethetőek. 

## Fordítás
- Ez a szócikk részben vagy egészben  a   Stalinist architecture című angol Wikipédia-szócikk ezen változatának fordításán alapul.  Az eredeti cikk szerkesztőit annak laptörténete sorolja fel. Ez a jelzés csupán a megfogalmazás eredetét és a szerzői jogokat jelzi, nem szolgál a cikkben szereplő információk forrásmegjelöléseként.